# Cantó de Grisòlas
El cantó de Grisòlas és un cantó francès del departament de Tarn i Garona, situat al districte de Montalban. Té 11 municipis i el cap és Grisòlas.

## Municipis
- Canals
- Bessens
- Campsàs
- Diupentala
- Favars
- Grisòlas
- La Bastida de Sent Pèire
- Montbequin
- Noïc
- Pompinhan
- Orgulh

## Història
| Data d'elecció                           | Identitat          | Partit | Qualitat |
| ---------------------------------------- | ------------------ | ------ | -------- |
| 1985-2004                                | Jean-Claude Arbeau | PRG    |          |
| 2004-                                    | Jean-Marc Pariente | PS     |          |
| les dades anteriors no són pas conegudes |                    |        |          |
|                                          |                    |        |          |